# Lockheed AP-2H Neptune
Le Lockheed AP-2H Neptune est un avion militaire de la guerre froide réalisé aux États-Unis par Lockheed. Il fut utilisé au combat au Viêt Nam par l’United States Navy. 